# Pitons du Carbet
Pitons du Carbet je název pohoří s maximální výškou 1196 m, které se nachází severně od hlavního města Fort-de-France na Martiniku. Hory jsou v nízkých nadmořských výškách pokryty hustým tropickým deštným pralesem, který ve vyšších polohách stále více ustupuje vysokohorské vegetaci (tráva a keře). Nejvyššími body pohoří jsou Piton Lacroix (1196 m), Morne Piquet (1160 m), Piton Dumauzé (1109 m), Piton de l'Alma (1105 m) a Piton Boucher (1070 m). Pohoří je díky zachovalé přírodě a malebnosti oblíbeným turistickým cílem.

## Ochrana
Celkem 139 km² z plochy Martiniku okolo Pitons du Carbet a Mont Pelée je od roku 2023 součástí světového dědictví UNESCO pod názvem „Sopky a lesy Mont Pelée a Pitons severního Martiniku“.
V celosvětovém měřítku představují Mount Pelée a Pitons du Carbet a jejich vegetační pokryv jedinečnou reprezentativní ukázku vulkanických procesů a také lesních typů. V kontinuu lesního porostu od mořského pobřeží k vrcholkům sopek jsou zastoupeny všechny lesní typy Malých Antil, roste zde řada rozmanitých endemických rostlin. Chráněná oblast je domovem celosvětově ohrožených druhů, jako je pralesnička kaňonová (Allobates chalcopis) a trupiál martinický (Icterus bonana).

## Fotogalerie

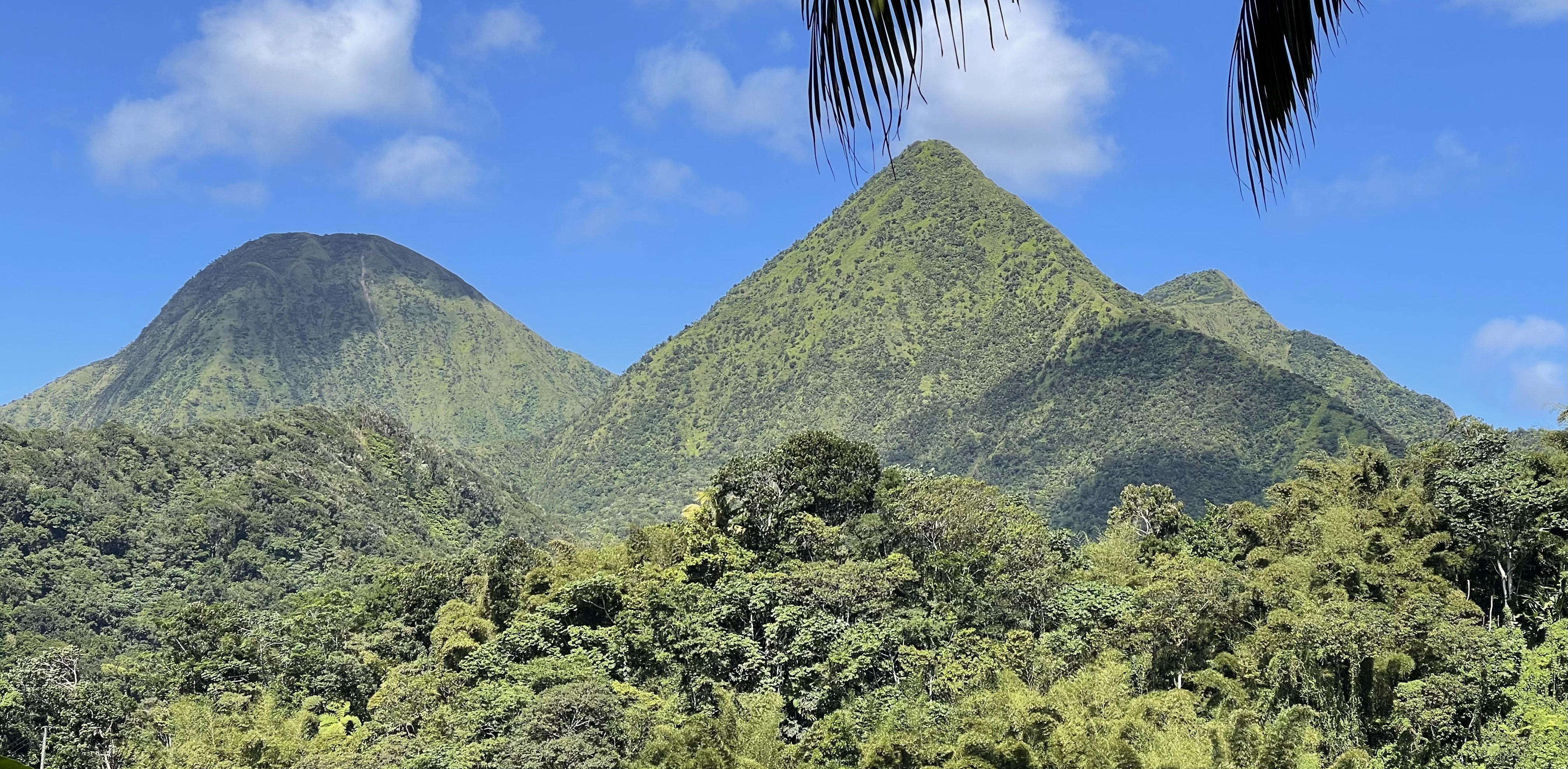
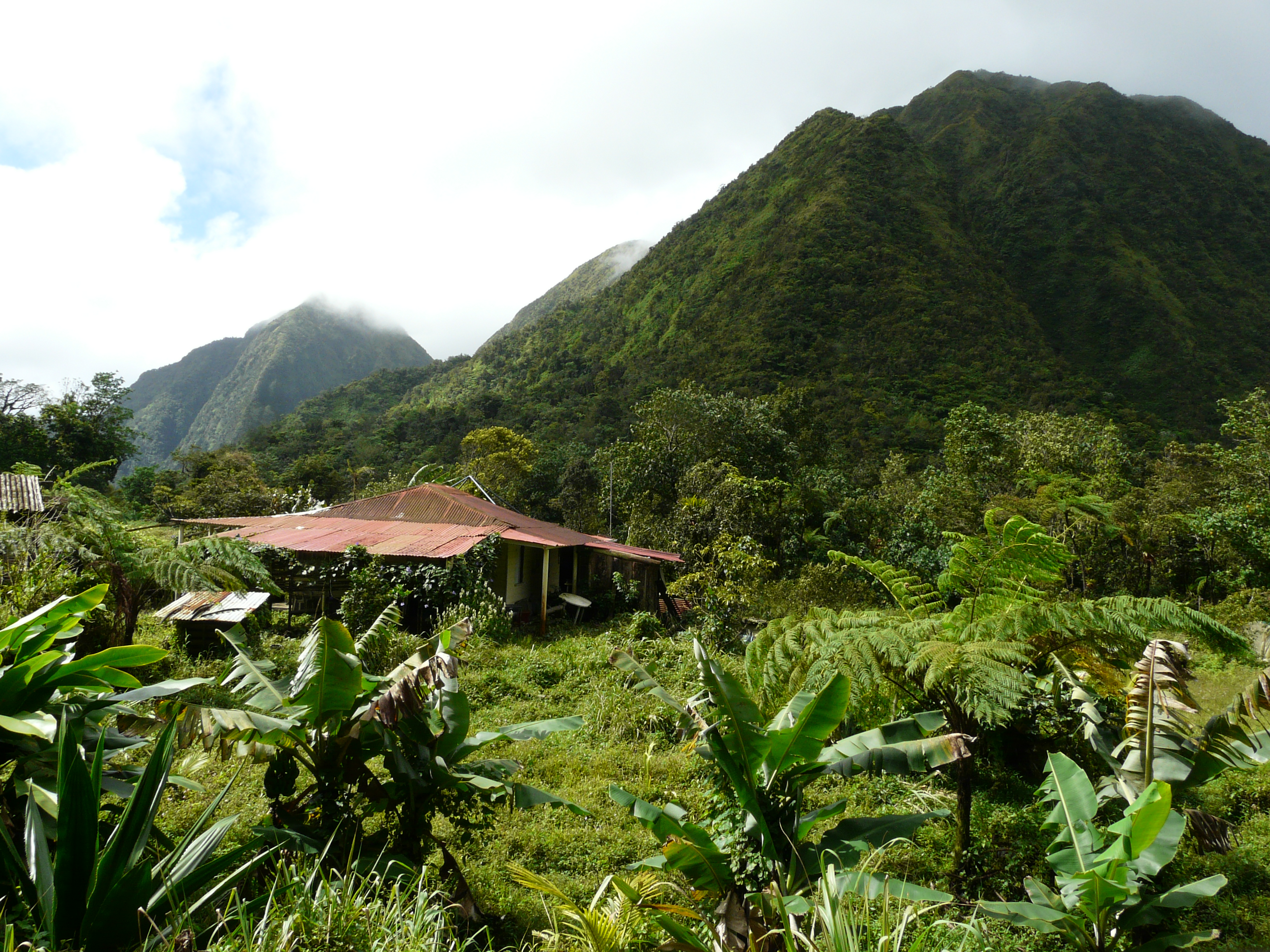
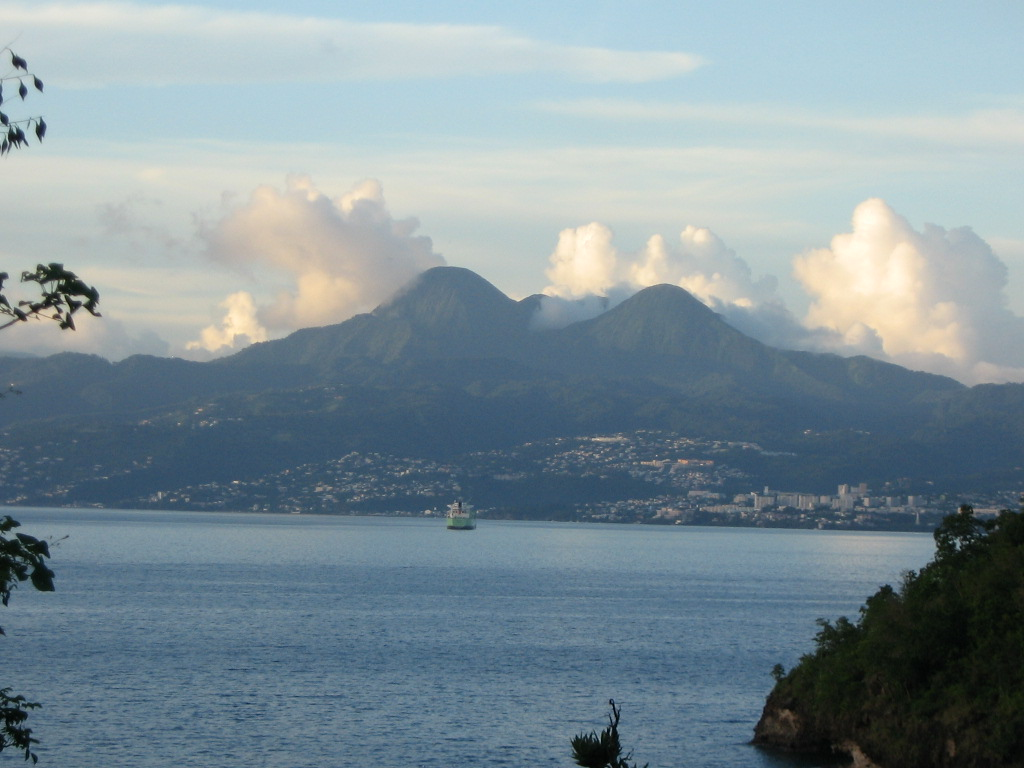
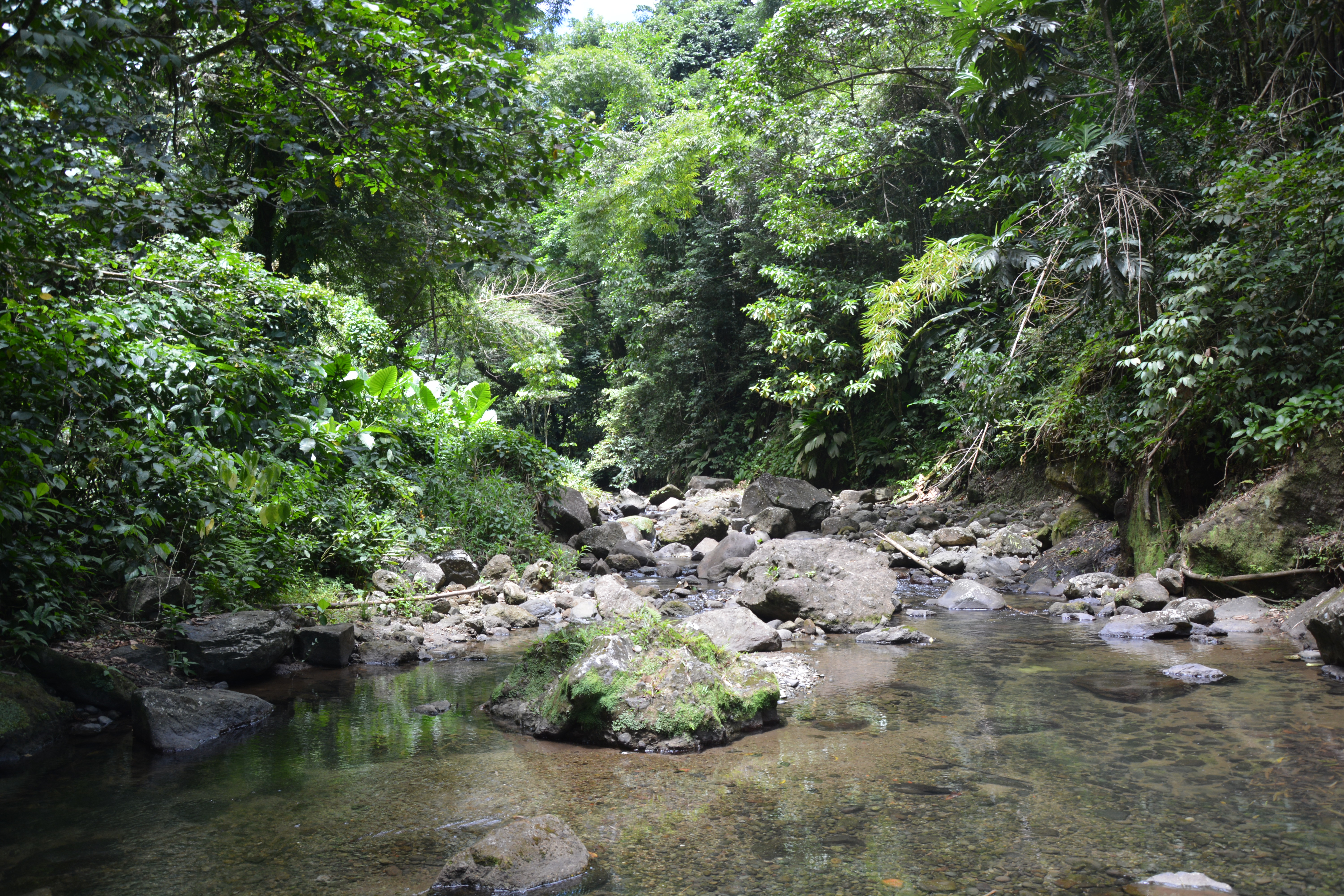